# João Castel-Branco Goulão
João Augusto Castel-Branco Goulão ComIH (nascido em 6 de maio de 1954 em Cernache do Bonjardim, Portugal) é um médico português e o atual coordenador nacional de medicamentos para Portugal. É creditado como sendo um arquiteto da política de drogas de Portugal estabelecida em 2000.
De 2009 a 2015, foi presidente do Observatório Europeu da Droga e da Toxicodependência (OEDT) e foi delegado da Comissão de Estupefacientes das Nações Unidas.

## Carreira médica
O Goulão frequentou a Universidade de Lisboa de 1971 a 1978, licenciando-se na Faculdade de Medicina da universidade. Após um estágio e residência, tornou-se médico generalista em 1983.
A partir de 1987, começou a especializar-se no tratamento de toxicodependentes. De 1988 a 1992, trabalhou no Centro Taipas em Lisboa, criado em 1987 pelo Ministério da Saúde português "para o tratamento, recuperação e reintegração social de toxicodependentes".
Em 1997, tornou-se diretor nacional da rede de centros de tratamento da toxicodependência em Portugal. Em 1998, Goulão foi membro da comissão de 11 pessoas que formou o relatório em que se baseou a atual política de descriminalização de drogas de Portugal.
"[O comité] indicou direções a seguir no que diz respeito a políticas de prevenção, tratamento, redução de danos e reinserção social. Uma das nossas premissas é que os toxicodependentes são doentes, não criminosos, e que precisam de ajuda", disse ele.

## Compromissos
De 1997 a 2002, Goulão integrou o comité científico do Observatório Europeu da Droga e da Toxicodependência (OEDT), uma agência da União Europeia. Desde 2005, é o representante de Portugal na agência. Foi presidente do conselho de administração do OEDT durante dois mandatos (2009-2011 e 2012-2015).
Desde 2005, Goulão é chefe da Direção-Geral de Intervenção nos Comportamentos Adictivos e nas Dependências (SICAD), no âmbito do Ministério da Saúde de Portugal. É também presidente do Instituto da Droga e da Toxicodependência (IDT).

## Prémios e honras
- Comandante da Ordem do Infante D. Henrique pelo Presidente Português Jorge Sampaio, 2006[1]
- Município de Faro, Medalha de Prata ao Mérito, 2011[10]
- Drug Policy Alliance, Prémio Norman E. Zinberg por Proezas no Campo da Medicina, 2013[11]